# George M. Smith (Politiker)
George M. Smith (* 18. Mai 1912 in Montreal, Kanada; † 21. Oktober 1962) war ein US-amerikanischer Politiker. Zwischen 1949 und 1955 war er Vizegouverneur des Bundesstaates Wisconsin.

## Werdegang
George Smith besuchte verschiedene Schulen in Winnipeg. Anschließend arbeitete er in unterschiedlichen Berufen. Er war Personalchef bei einer nicht genannten Firma, Händler, Handelsagent und Manager der Bryant Wisconsin Company in Milwaukee.  Seit 1941 lebte er in dieser Stadt. 1944 erhielt er die amerikanische Staatsbürgerschaft. Politisch schloss er sich der Republikanischen Partei an. Bis 1949 bekleidete er kein öffentliches Amt.
1948 wurde Smith an der Seite von Oscar Rennebohm zum Vizegouverneur von Wisconsin gewählt. Dieses Amt bekleidete er nach zwei Wiederwahlen zwischen 1949 und 1955. Dabei war er Stellvertreter des Gouverneurs und Vorsitzender des Staatssenats. Seit 1951 diente er unter dem neuen Gouverneur Walter Kohler Jr. Nach dem Ende seiner Zeit als Vizegouverneur ist er politisch nicht mehr in Erscheinung getreten. George Smith starb am 21. Oktober 1962.